# 端末機器の技術基準適合認定等に関する規則
端末機器の技術基準適合認定等に関する規則（たんまつききのぎじゅつきじゅんてきごうにんていとうにかんするきそく、平成16年1月26日総務省令第15号）は、電気通信事業法に基づき技術基準適合認定等について定めることを目的とする府省令である。

## 構成
2025年（令和7年）1月1日現在
第1章 総則
第2章 登録認定機関
　第1節 技術基準適合認定
　第2節 端末機器の設計についての認証
第3章 承認認定機関
　第1節 技術基準適合認定
　第2節 端末機器の設計についての認証
第4章 特定端末機器の技術基準適合自己確認
第5章 登録修理業者
第6章 雑則
附則

## 概要
本規則は、電気通信事業法第53条にある端末設備に関し、電気通信事業法令の技術基準に適合することを認証すること及びこれを行う機関について規定するものである。
本制度の実施前には電波法令上の特定無線設備に対する技術基準適合証明の制度が先行しており、これを端末設備にも適用したものといえる。
この制度の本規則に相当する総務省令は特定無線設備の技術基準適合証明等に関する規則である。
また、特定端末機器の登録修理業者についても本規則に規定しているが、特別特定無線設備の登録修理業者について規定しているのは登録修理業者規則であり、この規則にも相当するものといえる。
なお、本規則は#沿革にみるように制度改変に伴い名称をかえてきた。
認証方法および実施機関
- 認証方法としては、技術基準適合認定、設計認証、技術基準適合自己確認
- 技術基準適合認定、設計認証を行う国内機関には登録認定機関が、外国機関には承認認定機関

がある。詳細は技術基準適合認定を参照のこと。
特定端末機器の種別
電気通信事業法第63条第1項に規定する特定端末機器は、本規則第3条第2項に原則として端末機器すべてと規定している。

### 表示
技術基準適合認定等
本規則様式第7号または第14号により、技適マーク、認証の種類の記号および番号の表示を要する。
| 認証の種類       | 記号 | 番号                                                   |
| ---------------- | ---- | ------------------------------------------------------ |
| 技術基準適合認定 | 🄰    | 先頭は端末機器の種別 末尾は認定機関 他は告示 による。  |
| 設計認証         | 🅃    | 先頭は端末機器の種別 末尾は認定機関 他は告示 による。  |
| 技術基準自己確認 | 🅃    | 届出番号6字 次は端末機器の種別 末尾は届出年の西暦下2字 |

従前は筐体への印刷やラベルの貼付により直接表示されていたが、2010年（平成22年）4月よりディスプレイ表示によることもできる。
詳細は技適マーク#表示を参照。
「登録修理」と業者の登録番号
修理を行った際には、本規則様式第19号により表示をする。
詳細は登録修理業者#表示を参照。

## 沿革
端末機器の技術基準適合認定に関する規則
1985年（昭和60年）- 昭和60年郵政省令第29号として制定
- 認定機関は、郵政大臣に指定されるものとされた。
  - 当初、指定された機関は電気通信端末機器審査協会(JATE)のみである。
- 表示は、直径5mm以上の円形で右に〒を配したものとされ認証マークと称された。

1995年（平成7年）- 平成7年郵政省令第27号による一部改正
- 表示が、技術基準適合証明のマークと同一のものとなった。
  - 技適マークと称される。

端末機器の技術基準適合認定及び設計についての認証に関する規則
1999年（平成11年）- 平成11年郵政省令第14号により全部改正
- 電気通信事業法に端末機器の設計についての認証と承認審査機関の制度が新設されたことを受け、全部改正された。

2001年（平成13年）
- 中央省庁再編で郵政省廃止、総務省設置
  - 中央省庁等改革のための郵政省関係省令の整備に関する省令[4]第125条により総務省令となる。

端末機器の技術基準適合認定等に関する規則
2004年（平成16年）- 平成16年総務省令第15号により全部改正
- 電気通信事業法で認定機関は指定制から登録制となり、また、技術基準適合自己確認の制度が新設されたことを受け、全部改正された。
  - 認定機関に新規参入が認められた。
  - 技術基準適合自己確認番号の構成が定められた。

2010年（平成22年）- 平成22年総務省令第59号による一部改正
- 画面を有する機器に映像として表示させることができることとなった。

2015年（平成27年）- 平成27年総務省令第9号による一部改正
第5章 雑則
が
第5章 登録修理業者
第6章 雑則
となった。
- 特定端末機器の登録修理業者について規定された。